# Александров, Александр (гребец)
Александр Александров (азерб. Aleksandr Aleksandrov; род. 9 апреля 1990, София) — болгарский и азербайджанский гребец (академическая гребля), двукратный призёр чемпионатов Европы (2007, 2014), участник Олимпийских игр (2012, 2016).